# Chusquea leonardiorum
Chusquea leonardiorum är en gräsart som beskrevs av Lynn G. Clark. Chusquea leonardiorum ingår i släktet Chusquea och familjen gräs. IUCN kategoriserar arten globalt som nära hotad.
Artens utbredningsområde är Ecuador. Inga underarter finns listade i Catalogue of Life.